# Passerelle Marcelle-Henry
La passerelle Marcelle-Henry, est un pont piéton situé dans le 17e arrondissement.

## Situation et accès
C'est un pont piéton traversant les voies ferrées de la gare Saint-Lazare, pour relier la Rue Marie-Georges-Picquart à la place Marcelle-Henry et la rue Mstislav-Rostropovitch. 

## Origine du nom

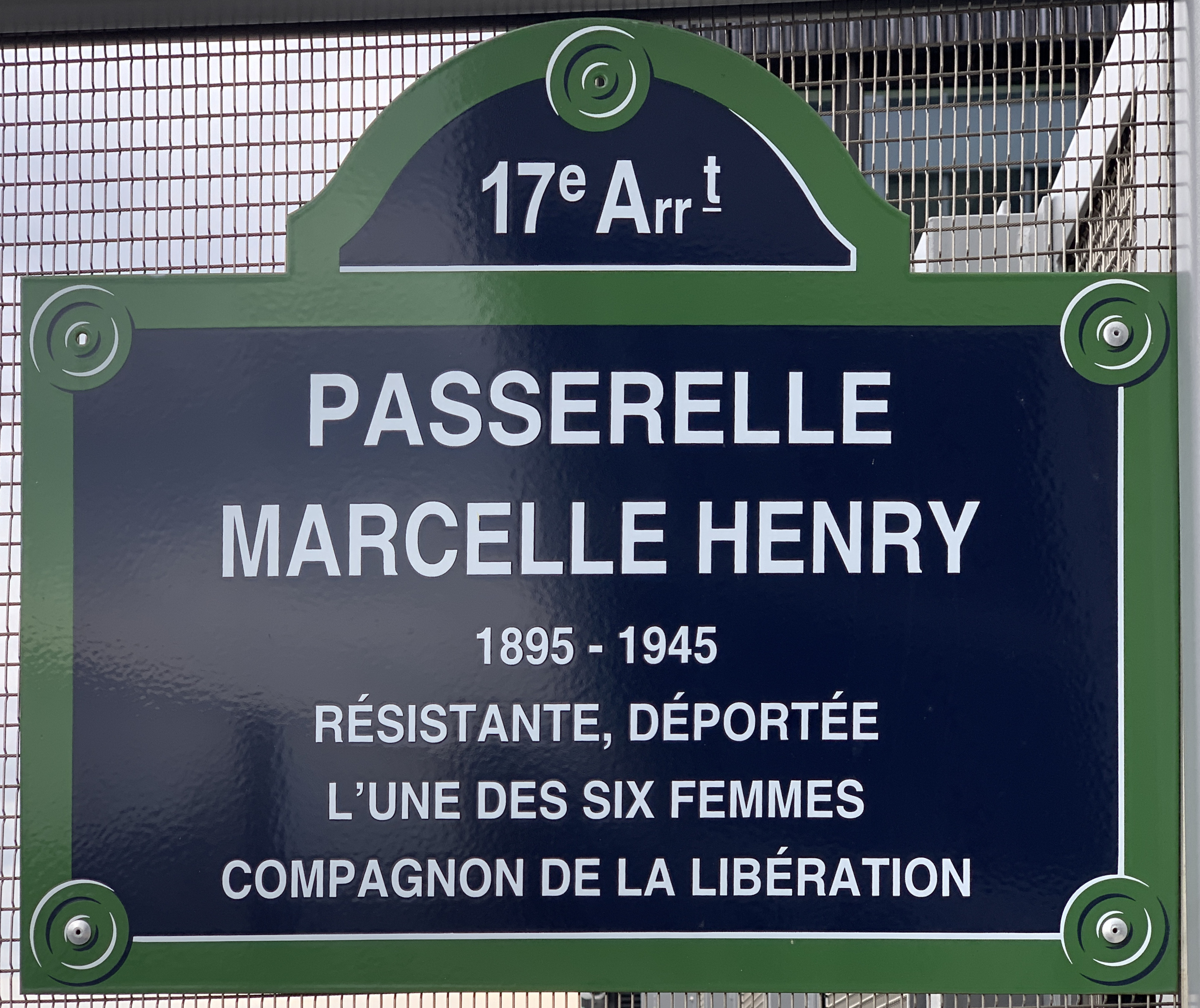
Plaque de la passerelle.

La passerelle porte le nom de la résistante française Marcelle Henry (1895-1945).

## Historique
Installée en 2017, la passerelle n'ouvre que mi-2019, en raison de problèmes de finition.
C'est le 22 mai 2017, que cette passerelle prend la dénomination de passerelle Marcelle-Henry. Il s'agit de l'une des trois voies parisiennes baptisées en mémoire de femmes résistantes compagnon de la Libération.
En octobre 2019, l'ouvrage est lauréat dans la catégorie « Franchir » au Trophées Eiffel d'architecture acier, organisé par ConstruirAcier.